# 10. крајишка пјешадијска дивизија
10. крајишка пешадијска дивизија је била једна од три јединице оперативно-тактичког нивоу у саставу Војске Републике Српске. Дивизију су чиниле три бригаде Војске Републике Српске: Шеста санска лака пешадијска бригада, 11. Дубичка пешадијска бригада и 17. Кључка лака пешадијска бригада.
На дан 23. маја 1992. године, 10. дивизија је имала 235 официра, 266 подофицира, те 3.597 војника; свеукупно 4.098 бораца, што је чинило 102% од бројности прописане формацијом.
10. пешадијска дивизија је учествовала у заузимању града Јајце у операцији Врбас 92, у јесен 1992. године. Недуго потом, дивизија је расформирана. Шеста санска бригада је ушла у састав Првог крајишког корпуса, као и 11. Дубичка бригада. У састав Другог крајишког корпуса је ушла 17. Кључка бригада.